# کرمیچه
کرمیچه (به صربی: Kremiće) یک منطقهٔ مسکونی در صربستان است که در Raška واقع شده‌است. کرمیچه ۶۲ نفر جمعیت دارد.